# Astral Projection
Gli Astral Projection sono un gruppo di musica elettronica israeliano che produce musica del genere psy-trance e goa trance.
I membri del gruppo sono Avi Nissim e Lior Perlmutter, sebbene essi iniziarono anche con Yaniv Haviv e Guy Sabbag. Assieme ad una discografia consistente (principalmente pubblicata con la propria etichetta discografica, Trust in Trance, che in seguito si fuse con Phonokol, sebbene essi usassero Transient agli inizi di carriera e per la ripubblicazione di Trust in Trance 3 con il loro nome), il gruppo ha fatto tour mondiale estesi.
Hanno pubblicato singoli come “Kabalah”, “People Can Fly”, “Mahadeva” e “Dancing Galaxy”.
Successivamente si sono esibiti in performance "full on trance".

## Discografia
- Trust in Trance 1 (Outmosphere Records/Phonokol 1994)
- Trust in Trance 2 (Outmosphere Records/Phonokol 1995)
- Trust in Trance 3 (Trust in Trance Records/Phonokol 1996) (TIP World UK release)[2]
- The Astral Files (Trust in Trance Records/Phonokol 1996) (Transient Recs euro version)[3]
- Dancing Galaxy (Trust in Trance Records/Phonokol 1997) (Transient Recs euro version)
- Another World (Trust in Trance Records/Phonokol 1999) (Transient Recs euro version)[3]
- In the Mix (Trust in Trance Records/Phonokol 1999) (Transient Recs euro version)[3]
- Amen (Phonokol 2002) (Transient Recs euro version)[3]
- Ten (Phonokol 2004) (Transient Recs euro version)[3]